# Wiceprezydenci Botswany

## Chronologiczna lista
| #             | Prezydent                       | Portret | Kadencja          | Kadencja          | Partia polityczna | Partia polityczna |
| #             | Prezydent                       | Portret | Od                | Do                | Partia polityczna | Partia polityczna |
| ------------- | ------------------------------- | ------- | ----------------- | ----------------- | ----------------- | ----------------- |
| Wiceprezydent |                                 |         |                   |                   |                   |                   |
| 1             | Quett Masire (1925–2017)        |         | 30 września 1966  | 13 lipca 1980     |                   | BDP               |
| 2             | Lenyeletse Seretse (1920–1983)  |         | 18 lipca 1980     | 3 stycznia 1983   |                   | BDP               |
| 3             | Peter Mmusi (1929–1994)         |         | 3 stycznia 1983   | 8 marca 1992      |                   | BDP               |
| 4             | Festus Mogae (ur. 1939)         |         | 9 marca 1992      | 1 kwietnia 1998   |                   | BDP               |
| 5             | Seretse Ian Khama (ur. 1953)    |         | 13 lipca 1998     | 1 kwietnia 2008   |                   | BDP               |
| 6             | Mompati Merafhe (1936–2015)     |         | 1 kwietnia 2008   | 31 lipca 2012     |                   | BDP               |
| 7             | Ponatshego Kedikilwe (ur. 1938) |         | 1 sierpnia 2012   | 12 listopada 2014 |                   | BDP               |
| 8             | Mokgweetsi Masisi (ur. 1961)    |         | 12 listopada 2014 | 1 kwietnia 2018   |                   | BDP               |
| 9             | Slumber Tsogwane (ur. 1960)     |         | 4 kwietnia 2018   | 1 listopada 2024  |                   | BDP               |
| 10            | Ndaba Gaolathe (ur. 1971)       |         | 7 listopada 2004  | nadal             |                   | AP                |

## Źródła
- Jeff Ramsay: PROFILES OF THE PRESIDENTS AND VICE PRESIDENTS OF THE REPUBLIC OF BOTSWANA 1966-2018. www.academia.edu, 2024. [dostęp 2025-01-27]. (ang.).